# 托雷站
托雷站是叶尔加瓦-利耶帕亚铁路线上的一个火车站；车站于1929年建成并启用，后来铁路方面又于1954年修建了一座二层的站房砖楼；自2001年8月15日起，车站不再提供客运服务，目前为止车站仅用于将砾石通过铁路货运运往利耶帕亚港。